# Dasychoproctis nesiotica
Dasychoproctis nesiotica är en fjärilsart som beskrevs av Collenette 1932. Dasychoproctis nesiotica ingår i släktet Dasychoproctis och familjen tofsspinnare. Inga underarter finns listade i Catalogue of Life.